# Wilhelm von Gayl
Ne doit pas être confondu avec Wilhelm von Gayl (général).
Wilhelm von Gayl est un homme politique allemand, né le 4 février 1879 à Königsberg et mort le 7 novembre 1945 à Potsdam. Membre du Parti populaire national allemand (le DNVP), il est ministre de l'Intérieur du Reich en 1932.

## Biographie
Wilhelm est issu de la famille noble von Gayl (de) et est le fils du général Franz von Gayl. Après avoir réussi son bac (Abitur), Gayl a étudié le droit ; il a été membre du Corps Saxonia Göttingen et du Corps Borussia Bonn. En 1909 il a commencé à servir dans l'administration de la province de Prusse-Orientale. Gayl devint directeur du service des affaires politiques auprès l'Ober Ost durant la Première Guerre mondiale ; en l'an 1918, il est nommé le chef de l'administration militaire à Kaunas en Lituanie.
En 1919, Gayl représentait la Prusse-Orientale aux négociations du traité de Versailles ; il était le commissaire du gouvernement du Reich au district d'Allenstein lors du plébiscite du 11 juillet 1920. Il a été membre de la chambre haute du Parlement prussien de 1921 à 1933. Il agira également en tant que représentant autorisé de la Prusse-Orientale au Reichsrat ; de 1929 à 1933, il a été membre de l'assemblée provinciale.

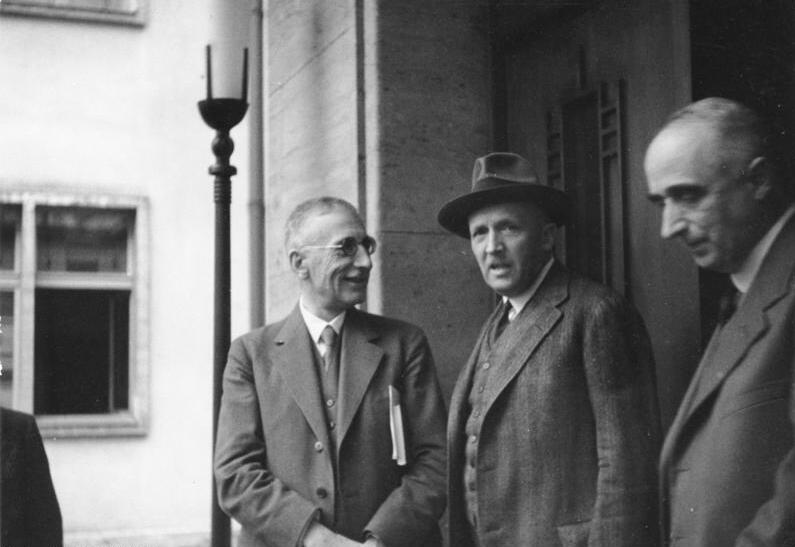
Les ministres Gayl et Schleicher, août 1932.

Conservateur de droite et antisémite, Gayl exerce la fonction du ministre de l'Intérieur du Reich au sein du « cabinet des barons » du chancelier Franz von Papen en 1932. À quelques mois de la prise de pouvoir par les nazis, il a préparé le terrain pour évincer les « non-Aryens » (dont les Juifs) de la fonction publique mais aussi de la vie sociale. Au moment d'entrer en fonction, il a renforcé le contrôle dans le domaine de la radiodiffusion destiné à centraliser et étatiser les sociétés régionales. Il a été également impliqué dans le coup de Prusse au 20 juillet 1932.
Après que le gouvernement de Franz von Papen eut été remplacé par le cabinet Schleicher, Gayl se retira de la vie publique.

## Ouvrages
- Avec Max Worgitzki (de), Adolf Eichler : Geschichte der Abstimmung in Ostpreußen. Der Kampf um Ermland und Masuren. K. F. Koehler, Leipzig, 1921.
- Ostpreußen unter fremden Flaggen - Ein Erinnerungsbuch an die ostpreußische Volksabstimmung vom 11. Juli 1920, Königsberg, 1940.